# Spaniocerca bicornuta
Spaniocerca bicornuta is een steenvlieg uit de familie Notonemouridae. De wetenschappelijke naam van de soort is voor het eerst geldig gepubliceerd in 1987 door McLellan.